# Andrei Netto
Andrei Netto (1977 em Ijuí, Rio Grande do Sul) é um jornalista e escritor brasileiro. Trabalhou na Gazeta Mercantil e no jornal Zero Hora. Atualmente é correspondente do jornal O Estado de S.Paulo em Paris, na França. Graduou-se em Comunicação pela Pontifícia Universidade Católica do Rio Grande do Sul, onde também fez mestrado, e fez seu doutorado em sociologia na Université Paris-Descartes, em Paris.
Cobriu a Guerra Civil Líbia de 2011 e acabou preso, ganhando notoriedade nacional pelo ocorrido. Registrou seus testemunhos em um livro, O silêncio contra Muamar Kadafi - A revolução da Líbia pelo repórter brasileiro que esteve nos calabouços do regime, que foi lançado posteriormente em inglês, sob o título Bringing Down Gaddafi: On the Ground with the Libyan Rebels.

## Blbiografia
- Netto, Andrei (2012). O silêncio contra Muamar Kadafi - A revolução da Líbia pelo repórter brasileiro que esteve nos calabouços do regime. São Paulo: Companhia das Letras. 368 páginas. ISBN 9788535921946